# فرد ميلس (بواق)
فرد ميلس هو بواق كندي، ولد في 15 مارس 1935 في جيلف في كندا، وتوفي في 7 سبتمبر 2009 في مقاطعة والتون في الولايات المتحدة بسبب حادث مرور.

## وصلات خارجية
- فرد ميلس على موقع ميوزك برينز (الإنجليزية)
- فرد ميلس على موقع أول ميوزيك (الإنجليزية)
- فرد ميلس على موقع ديسكوغز (الإنجليزية)